# Elizabetlaan
De Elizabetlaan (in het Fransː Avenue Elisabeth) is een lange straat in de Belgische kustgemeente Knokke-Heist in de provincie West-Vlaanderen.
De straat loopt evenwijdig met het strand en met de Zeedijk, vanaf de Kustlaan in Het Zoute, door de wijken Knokke, Albertstrand, Duinbergen en Heist-aan-Zee, om daar weer op de Kustlaan uit te komen. 
Een groot deel van de Elizabetlaan, vanaf het Abraham Hansplein in Knokke, tot het einde in Heist, maakt deel uit van de weg Koninklijke Baan (N34), die langs de Belgische kust loopt. 
De Elizabetlaan loopt ook evenwijdig met de spoorlijn van de Kusttram, een tramlijn die langs de gehele Belgische kust loopt, vanaf Knokke tot Adinkerke (De Panne). Deze haltes van de Kusttram liggen aan de Elizabetlaanː Duinbergen (Kerkplein), Heist-Willemspark, Heist-Heldenplein en Heist-Dijk.